# 陳弼臣家族
陈弼臣家族祖籍潮汕潮阳，陈弼臣父親陳子貴二十世纪初從中國大陸來到泰國謀生。陈弼臣创立盘谷银行集团致富，與次子陈有汉父子都曾经被美国财星杂志列為世界最伟大银行家之一。幼女陳鳳翎任亞太橋牌聯會主席。長子陳有慶戰後進軍香港，投資金融及保險等業務。孫兒陳智思在香港擔任多項公職，曾擔任行政會議召集人。

## 家族成員
- 陳子貴
  - 陳弼臣＝劉桂英[3]、姚文莉（Boonsri Sophonpanich）
    - 陳有慶（Robin Chan）＝沈時芬
      - 陳智文（Stephen Tan）
      - 陳智思（Bernard Chan）

    - 陳有漢＝曾金萍
      - 陳智深
      - 陳麗碧
      - 陳智淦
      - 陳麗翠

    - 陳永德（Charn Sophonpanich）
    - 陳永建（Chote Sophonpanich）＝龍宛虹
    - 陳永名（Chai Sophonpanich）
    - 陳鳳翎（Chodchoi Sophonpanich）
    - 陳永立（Choedchu Sophonpanich）

## 外部連結
- 盤谷銀行 （页面存档备份，存于）
- 亞洲金融集團
- 陈弼臣：一代世界金融巨子[永久]
- 陈弼臣与盘谷银行 （页面存档备份，存于）
- 陈弼臣[永久]